# 11107 Hakkoda
11107 Hakkoda eller 1995 UU4 är en asteroid i huvudbältet som upptäcktes den 25 oktober 1995 av den japanska astronomen Takao Kobayashi vid Ōizumi-observatoriet. Den är uppkallad efter den japanska bergskedjan Hakkoda.
Asteroiden har en diameter på ungefär 9 kilometer och den tillhör asteroidgruppen Eos.